# 몽키 비지니스 (1931년 영화)
몽키 비지니스(Monkey Business)는 미국에서 제작된 노먼 Z. 맥레오드 감독의 1931년 코미디 영화이다. 그루초 막스 등이 주연으로 출연하였고 허먼 J. 맨키비츠 등이 제작에 참여하였다.

## 출연

### 주연
- 그루초 막스
- 하포 마스

### 조연
- 치코 마르크스
- 제포 마르크스
- 록클리피 펠로우스
- 해리 우즈
- 델마 토드
- 러스 홀
- 톰 케네디
- 에디 베이커
- 보비 바버
- 제임스 브래드버리 주니어
- 맥신 캐슬
- 세실 커닝햄